# Ihor Bendovszkij
Ihor Bendovszkij (ukránul: Ігор Бендовський, Odessza, Szovjetunió, 1981. október 6. –) ukrán labdarúgó, a német KFC Uerdingen középpályása.

## Pályafutása
1999 és 2002 között a Borussia Dortmund II, 2002–3-ban a Borussia Fulda, 2003–04-ben a Fortuna Köln, 2004 és 2007 között a Bayer 04 Leverkusen II, 2007–08-ban a Dynamo Dresden, 2009-ben az SV Wilhelmshaven labdarúgója volt. 2009 júniusában szívproblémák miatt visszavonult az aktív labdarúgástól. 2010 januárjában a Rot-Weiß Essen játékosaként tért vissza. 2010 és 2012 között a KFC Uerdingen csapatában szerepelt, majd végleg visszavonult.